# Itame sylvaria
Itame sylvaria là một loài bướm đêm trong họ Geometridae.